# Nebivolol
Nebivolol ist ein Arzneistoff aus der Gruppe der selektiven β1-Adrenorezeptorenblocker (Betablocker), der zur Senkung des Bluthochdrucks verwendet wird.

## Stereoisomerie
Nebivolol ist ein 1:1-Gemisch (Racemat) der beiden Enantiomere (αR,α' R,2R,2' S)- und (αS,α' S,2S,2' R)-Nebivolol. Beide Enantiomere sind an der Wirkung beteiligt. Das aktive Stereoisomer (Eutomer) ist die (αR,α' R,2R,2' S)-Form von Nebivolol.

## Wirkungsweise
Als Vertreter der 3. Generation von Betablockern verfügt Nebivolol über zwei Wirkmechanismen: neben der hochselektiven Blockade der β1-Adrenozeptoren (die charakteristisch für Vertreter der 2. Generation ist) durch D-Nebivolol wirkt zusätzlich L-Nebivolol an den Endothelzellen der Gefäße. Hier hat es im Unterschied zu herkömmlichen Betablockern eine gefäßerweiternde Wirkung aufgrund einer Stickstoffmonoxid-Freisetzung in den Endothelzellen. Es kommt infolgedessen zu einer ausgeprägten verbesserten endothelialen Funktion und zu einer Verbesserung der Hämodynamik. Dieses Wirkprinzip führt, im Vergleich zu herkömmlichen Betablockern, zu einer verbesserten Zirkulation in den Makro- und Mikrogefäßen. Einen vasodilatierenden Effekt haben auch die Betablocker Celiprolol und Carvedilol. Ob diese Besonderheit einen positiven Einfluss auf Morbidität und Sterblichkeit hat, konnte bis 2012 durch Studien jedoch nicht belegt werden.

## Anwendungsgebiete (Indikationen)
Nebivolol ist angezeigt zur Behandlung des Bluthochdrucks und als Ergänzung zu Standardtherapien für die Behandlung einer stabilen leichten bis mittelschweren chronischen Herzleistungsschwäche (Herzinsuffizienz) bei älteren Patienten (über 70 Jahre).

## Gegenanzeigen (Kontraindikationen)
Nebivolol darf nicht eingenommen werden bei Leberinsuffizienz oder eingeschränkter Leberfunktion, akuter Herzinsuffizienz, Bronchospasmen und Asthma bronchiale, Bradykardie, schweren peripheren Durchblutungsstörungen, wie beim Raynaud-Syndrom („weiße Finger“, weiße und taube Zehen) und Hypotonie.

## Nebenwirkungen
Als unerwünschte Arzneimittelwirkung können auftreten: Kopfschmerzen, Schwindel, Übelkeit, Müdigkeit, Ödeme sowie gelegentlich Albträume, Sehstörungen, Verlangsamung der Herzfrequenz (Bradykardie).

## Wechselwirkungen
Gleichzeitige Einnahme von Paroxetin kann durch Hemmung (Enzyminhibition) am Isoenzym Cytochrom P450 2D6 zu einem erhöhten Nebivolol-Blutspiegel führen und damit besteht die Gefahr einer Herzrhythmusstörung mit langsamem Puls.

## Entwicklung und Vermarktung
Nebivolol wurde gemeinsam von Menarini und Janssen Pharmaceutica als Betablocker der 3. Generation entwickelt. In Deutschland wurde Nebivolol für die perorale Gabe in dem  Indikationsgebiet Bluthochdruck 1996 unter dem Namen Nebilet als Arzneimittel zugelassen und kam 1997 auf den Markt.
Für den Markt in den USA und in Kanada lizenzierte Janssen Pharmaceutica das Arzneimittel 2001 aus an Mylan Laboratories.
Anfang 2008 brachten in Deutschland die Unternehmen Hexal AG und Sandoz die ersten Nebivolol-Generika auf den Markt. Um deren Rechtmäßigkeit wurde gestritten, da der Originator Berlin-Chemie bis Oktober 2010 einen Patentschutz geltend machte, gegen den einige Generikafirmen aber Nichtigkeitsklagen erhoben hatten. Brisant war der Streit auch vor dem Hintergrund, dass Krankenkassen mit den Generika-Unternehmen Rabattverträge abgeschlossen hatten, was die Apotheken einerseits zur Belieferung verpflichtete, sie andererseits dadurch aber möglichen Schadensersatzklagen durch Berlin-Chemie aussetzte. Das Bundespatentgericht erklärte im Juni 2008 das Patent für Nebilet für nichtig, und das Verfahren ging vor den Bundesgerichtshof, wo es noch anhängig ist. Zwischenhändler (Großhandlungen) vertrieben aufgrund der weiter bestehenden Rechtsunsicherheit keine Nebivolol-Generika. Nachdem Nebivolol aus den Rabattverträgen gestrichen wurde, nahmen im Lauf  des Jahres 2009 verschiedene Generika-Firmen ihre Nebivolol-Arzneimittel vom Markt; neben den schwebenden Patentstreitigkeiten spielten nach Angabe der Unternehmen wirtschaftliche Gründe durch den Druck der Festbetragsregelungen eine Rolle. Da das Patent aber Ende Oktober 2010 ausgelaufen ist, ist der Generikamarkt jetzt für alle Wettbewerber offen.

## Handelsnamen
Bystolic (USA), Hypoloc (A, DK, IS, IRE, NO, SE, UK), Lobivon (GR, ES), Nebilet (D, CH, PT), Nebilox (IT), Nobiten (LUX), Nomexor (A), Temerit (FR), verschiedene Generika (A, D)